# Lektor (powieść)
Lektor (niem. Der Vorleser) – powieść niemieckiego autora Bernharda Schlinka. Została wydana w Niemczech w 1995. Książka opowiada o romansie 15-letniego Michaela z Hanną, która wiele lat później zostaje oskarżona o popełnienie zbrodni przeciwko Żydom w czasie wojny. 
W Niemczech sprzedano ok. 500 000 egzemplarzy powieści, przetłumaczono ją na 39 języków (autorką tłumaczenia na język polski jest Karolina Niedenthal). Jako pierwsza niemiecka książka znalazła się na pierwszym miejscu listy bestsellerów New York Timesa. W 2008 powstała jej adaptacja filmowa.